# سليمة أبي راشد
سليمة أبي راشد (1887 - ديسمبر 1919)، (وتعرف باسم سلمى أيضًا)
، هي صحافية لبنانية ولدت في بلدة وادي شحرور. تعدّ أول عربية تقتحم الصحافة السياسية، وصاحبة مجلة فتاة لبنان الصادرة في العام 1914.  وهي تعدّ أول محامية لبنانية،  وقفت في محاكم بعبدا تدافع بجرأة، وكان لها وقفات نالت إعجاب القضاة ودلت على مقدرتها وحنكتها. 

## بدايات
ولدت سليمة في بلدة وادي شحرور ( قضاء بعبدا في محافظة جبل لبنان) سنة 1887، وتوفيت في كانون الأول (ديسمبر) 1919.  منذ طفولتها كان لها تطلع إلى العلم والمعرفة؛ فتعلمت بداية اللغة في القرية والجوار، وحين سنحت لها الفرصة للانتقال إلى بيروت، تنقلت بين عدة مدارس، وحين تيقنت من إتقانها للغتها الأم راحت تسعى جاهدة إلى إتقان اللغات الأجنبية عن طريق بعض المعلمات الأجنبيات، فتعلمت اللغتين الفرنسية والإيطالية، ثم لم تلبث أن انتقلت إلى معهد شملان فألمت بالانكليزية ونالت شهادة الأسرة المقدسة التي لم تكن تمنح إلا للمتفوقات. 
في أول انطلاقتها إلى العالم، عادت سليمة إلى مسقط رأسها وادي شحرور وأسست فيها مدرسة لتروي عطش رفيقات لها إلى العلم. وكانت مدرستها أول عمل تقوم به في خدمة بني قومها في زمن كان الجهل بخيم على تلك الربوع.
لم يتوقف طموح سليمة عند حدود المدرسة، وقررت ان تخوض معترك القضاء، فدرست القانون وتزودت بالمعرفة اللازمة في هذا الحقل، وما لبثت أن قبلت في مجال المرافعة أمام القضاء وكانت المرأة الأولى في لبنان التي تقف أمام المحاكم.

## نشاطها الإعلامي والثقافي
في أواخر القرن التاسع عشر، وبدايات القرن العشرين لم يكن ضروريا لمهنة المحاماة أن يتزود المحامي بشهادة الحقوق، بل يكفى أن تكون لغته صحيحة، ولديه معرفة بالقانون والعرف والعادة حتى يسمح له ممارسة المهنة. ولقد ساعدت سليمة معرفتها باللغات الأجنبيه على البروز في هذا الحقل والتفوق على أقرانها.
في الأول من شهر كانون الثاني (يناير) 1910 أصدر أخوها عبود أبي راشد جريدة النصير البيروتية فكانت من الصحف المعروفة في تلك الأيام، ثم اضطرته الظروف السياسية إلى الغياب عن لبنان مدة عامين كاملين تقريبا، وكان محرر الجريدة آنذاك الصحافي رشيد الحداد فأوكل عبود إدارة الجريدة إلى أخته سليمة نظرًا لما تتمتع به من معرفة للغات وخبرة في العمل، فنجحت في هذا الميدان أيضًا وبرزت فيه. 

### مجلة فتاة لبنان
حين وثقت سليمة من إحاطتها بأسرار مهنة الصحافة في حدودها المعروفة في ذلك الزمان، أصدرت مجلتها فتاة لبنان في الأول من كانون الثاني سنة 1914 ومنهجها أدبي علمي روائي،  فصدر منها في ثمانية أشهر، ثمانية أعداد بنحو مائتين وخمسين صفحة مزينة ببعض الصور. تم أوقفتها عن الصدور على أثر نشوب الحرب العالمية الأولى بأمل إصدارها بحجم أكبر لدى استتباب السلم في الوطن أو المهجر.
في غمرة تلك الحرب التي عانت منها المنطقة أشد الويلات، انكبت سليمة أبي راشد على تدوين أحداثها لتضمنها مجلدا تاريخيا، ويبدو أن اثاره قد ضاعت قبل صدوره. كما أصدرت تقويما لمائة سنة بدؤها غرة القرن العشرين أسمته الروزنامة السليمية. وقد رحلت في سنوات الحرب إلى مصر فدرست اثارها، وفازت بإكرام أدبائها، وكان لها ندوات ومحاضرات. تم كتبت على أثر رجوعها إلى لبنان زاوية من نتاج تلك السفرة تحت عنوان: بين القطرين الشقيقين، وصفت فيها رحلتها إلى مصر، وما لها من ملاحظات على ما رأت وسمعت وشاهدت.
استمرت سليمة تكتب وتعمل في الصحافة، غير عابثة بما يدور حولها من أحداث قاسية توهن العزائم. إلى أن وافاها الأجل المحتوم. 

## أعمالها
- الروزنامة السليمية، تقويم لمئة سنة. لا. ن . لا .ت.
- تاريخ حوادث لبنان (لم يصدر)
- بين القطرين الشقيقين (رسائل رحلة نشرتها في مجلة النصير البيروتية) [3]